# Tiassalé

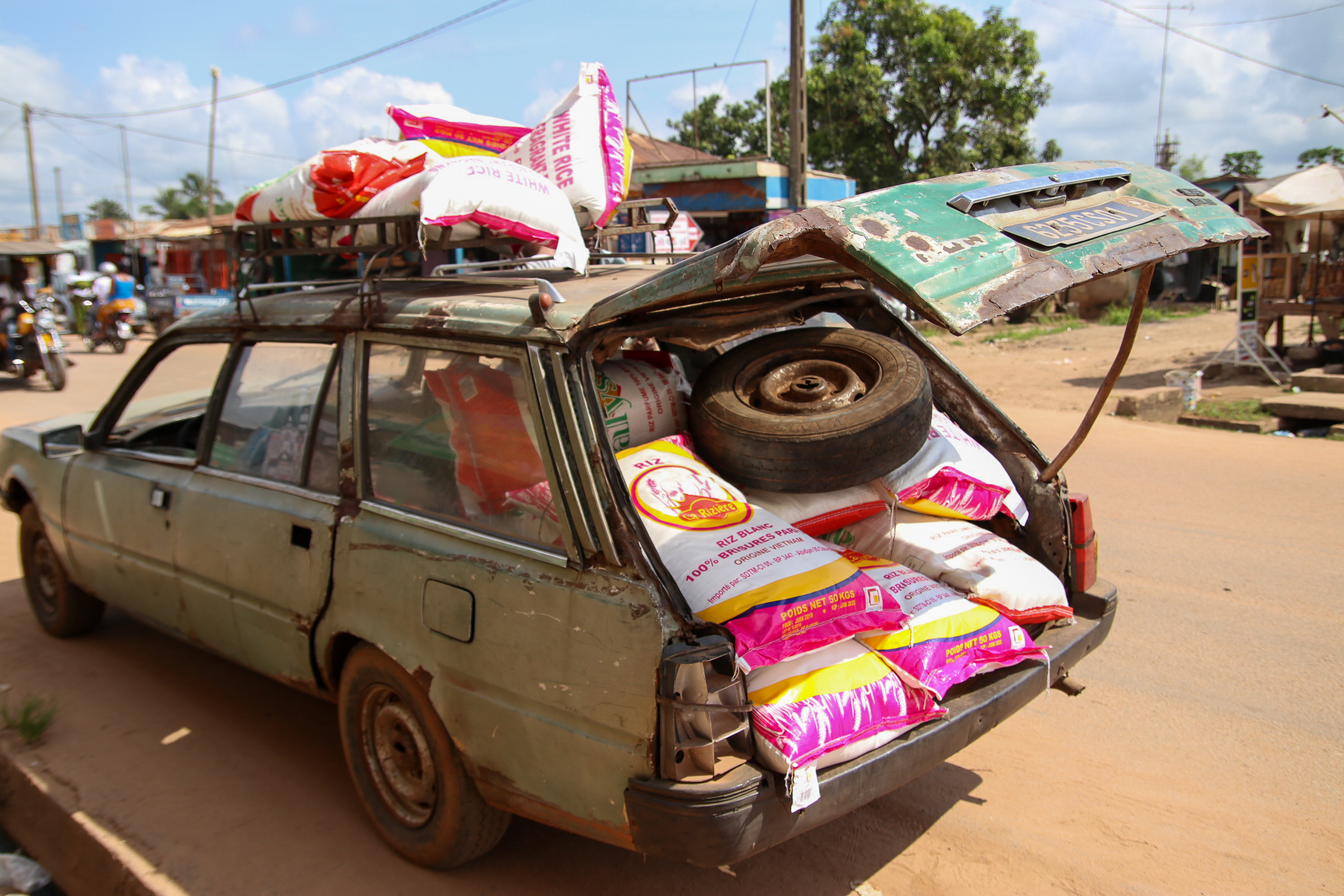
Transport de passagers et de marchandises depuis Tollakro (2019).

Tiassalé est une ville de Côte d'Ivoire située au nord de la capitale économique du pays, Abidjan. C'est une préfecture qui, appartenant antérieurement à l'ex-région des Lagunes, au regard du nouveau découpage administratif, est maintenant dans la région Agnéby-Tiassa. Ses deux grandes populations autochtones, peuple Baoulé estimé à plus de 40 000 habitants et peuple Abbey en cohabitation pacifique depuis le XVIIIe siècle période de leurs arrivées du Ghana originel. Elle se situe à égale distance, 120 km, des 2 capitales du pays : Abidjan, la capitale économique, et Yamoussoukro, la capitale politique et administrative.

Depuis 2011, ce département et ceux de la région Agnéby-Tiassa appartiennent au district des Lagunes dont Dabou chef de district.
C'est une ville cosmopolite qui est une représentation de la Côte d'Ivoire en miniature. Elle est la marque de la cohabitation de plusieurs peuples venus d'ailleurs, vivant en parfaite harmonie avec les peuples autochtones.

## Origines ethniques
Peuplée à l'origine par trois ethnies sœurs du groupe Akan venues du Ghana :
- Les Baoulés : bien installés au XVIIIe siècle, sont les descendants de la Reine Abla Pokou, plus précisément de la Princesse Tanoh Adjo, une sœur de la Reine Pokou.
- Les Agni : installés au VXIIIe siècle, ils sont voisins au peuple Abidji, ce qui leur vaut d'être appelés Agni Abidji. Ils occupent les localités de Batera, l'actuelle Sous-préfecture de Gbolouville (population : 28 854) autrefois constitués de deux villages : Binao et Boussoué, Botindé, Broubrou, Assinzé, Elosso et Ahua . Un autre groupe d'Agni occupe l'actuelle Sous-préfecture de Morokro et quelques autres villages environnants.

- Les Abbey ou abés : viennent, au XVIIIe siècle et demi, à partir du village Douda (actuel Grand-Morié) et village Allahin (actuel Lovindjè ou Loviguié) un détachement des abbey ou abés qui évoluèrent vers l’Ouest, du côté du fleuve Bandama. C’est ce qui justifie la présence de plus de huit villages Abbey dans la Sous–Préfecture de Tiassalé. Ils étaient les guerriers de l'aile gauche de l'armée de la reine Pokou.

## Histoire
L'armée française a occupé la ville en 1893 avec le capitaine Marchand. L'occupation de la ville de Tiassalé s'est faite à la suite d'une violente bataille, illustrée par un document datant du 26 août 1893.

## Démographie
| 1975   | 1988   | 2010   | 2021   |
| ------ | ------ | ------ | ------ |
| 10 178 | 19 894 | 41 316 | 83 648 |

## Administration

### Maires
Une loi de 1978 a institué 27 communes de plein exercice sur le territoire du pays.
| Date d'élection | Identité               | Parti       | Qualité         |
| --------------- | ---------------------- | ----------- | --------------- |
| 1980            | ???                    | PDCI-RDA    | Homme politique |
| 1985            | René Amichia           | PDCI-RDA    | Cadre politique |
| 1990            | René Amichia (réélu)   | PDCI-RDA    |                 |
| 1995            | René Amichia (réélu)   | PDCI-RDA    |                 |
| 2001            | Lambert Yapi           | PDCI-RDA    | Cadre politique |
| 21 avril 2013   | Soualiho Sylla         | RDR         | Cadre politique |
| 2018            | Assalé Tiémoko Antoine | indépendant | Journaliste     |

### Députés
Parmi les députés successifs élus, on trouve :
| Date d'élection | Identité                   | Parti | Qualité     | Statut                                     |                                            |
| --------------- | -------------------------- | ----- | ----------- | ------------------------------------------ | ------------------------------------------ |
| Décembre 2011   | Badaman Kouakou Maurice    |       | RDR         | Enseignant et homme politique              | élu, Taabo, communes et s/p préfecture     |
| Décembre 2011   | Kouamé N'guessan           |       | PDCI        | Enseignant et homme politique              | élu, N'douci, communes et s/p préfectures. |
| Décembre 2011   | Dr Boni Joseph H. Bernadin |       | PDCI        | Pharmacien                                 | élu, Tiassalé, communes et s/p préfectures |
| 2016            | Noëlle Eponon née Boni     | RHDP  | Commerçante | élue, Tiassalé, communes et s/p préfecture |                                            |

Nombre de députés de la région Agnéby-Tiassa : 8

## Société

### Éducation
- Lycée Moderne Tiassalé
- Collège Saint Michel Tiassalé
- Collège Notre Dame de la Paix
- Collège Privé la Mane
- Institut Saint joseph
- Collège privé Mixte Union
- Collège Moderne de Taboitien

### Sports
La ville compte un club de football, le Renaissance Club de Tiassalé, qui évolue en Championnat de Côte d'Ivoire de football D3. Elle comporte également deux clubs de handball de 1re division, le Tiassalé HBC et le Bandama HBC Tiassalé.

### Tourisme

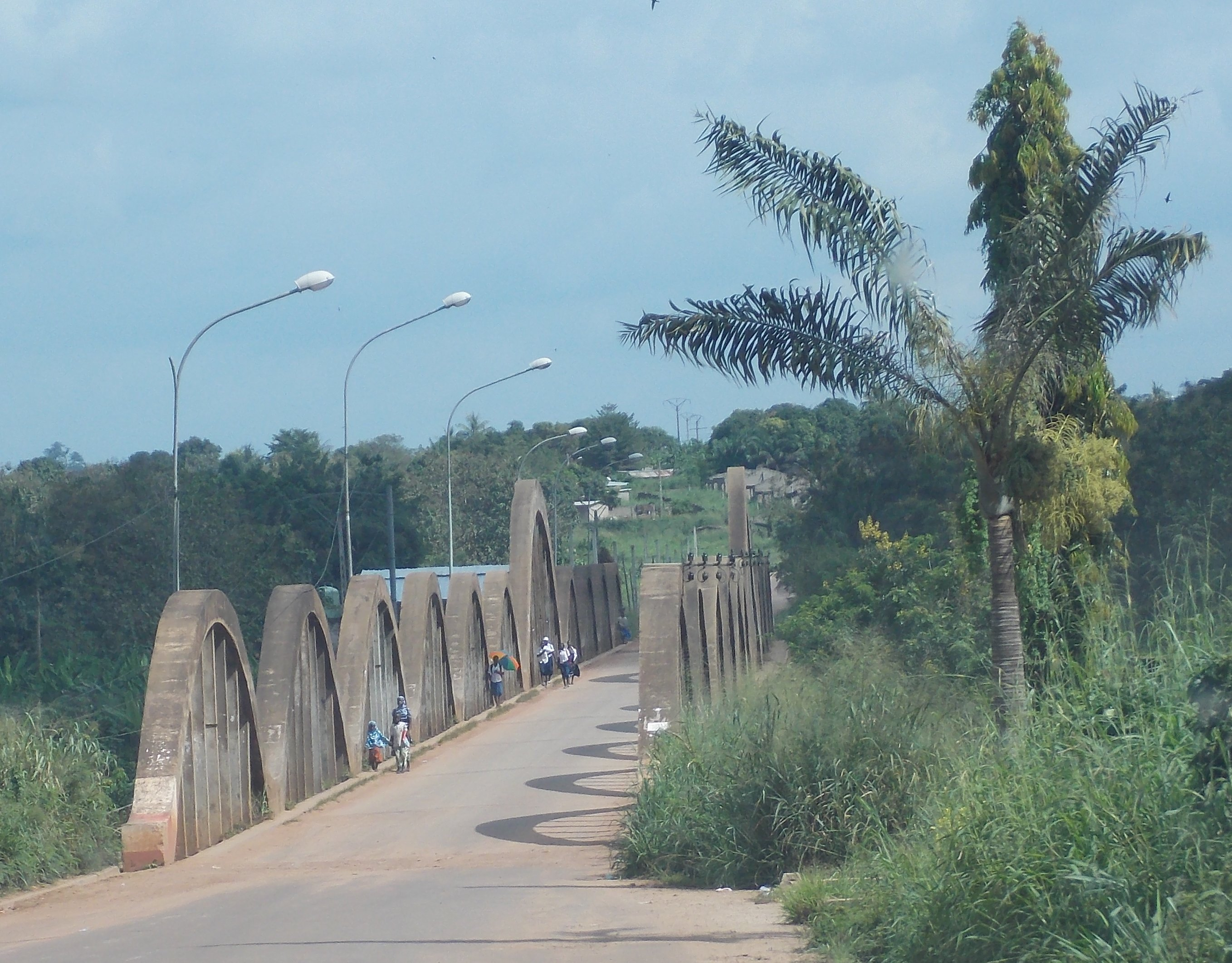
Pont de Tiassalé

La région dispose d'un site touristique, le site d'Ahouakro.
En venant de la ville de N'Douci, l'un des plus beaux ponts de la Côte d'Ivoire vous accueillera à l'entrée de la ville de Tiassalé.
Le pont de Tiassalé a été construit en 1934. Il a une longueur de 300 mètres composé de 22 arcades. Les fleuves N'Zi et Bandama se croisent pour couler sous ce pont.

### Jumelages
- Ottignies-Louvain-la-Neuve en Belgique, dans la province du Brabant wallon.

## Personnalités liées à la ville
Parmi les personnalités liées à la ville, on trouve :
- Alphonse Boni, Premier Président de la Cour Suprême de Côte d'Ivoire, Père de Danielle Boni-Claverie
- Laurent Pokou, footballeur.
- Kouassi Apetey, ministre sous l'ère Félix Houphouët-Boigny
- Bandama Kouakou Maurice, homme politique, député élu, ministre sous l'ère Alassane Ouattara
- Lambert Yapi, homme politique, premier magistrat de la commune de Tiassalé depuis 2001
- François Kadjo, homme politique, premier député de Tiassalé
- Amani Yao, homme politique, deuxième député de Tiassalé
- Kouamé N'Guessan, homme politique, député élu
- Docteur Joseph-Bernadin Boni, homme politique, député élu
- Danièle Boni-Claverie, troisième députée élue, ministre dans un gouvernement de Henri Konan Bédié, et sous le régime du président Laurent Gbagbo
- Kassi Bah, homme politique, quatrième député de Tiassalé
- Kouamé Koffi Telesphore, homme politique, cinquième député de Tiassalé
- Bonouman Bouah Jean-Baptiste, deputé élue et adjoint au maire de Tiassalé
- Noëlle Eponon née Boni, députée élue
- Antoine Assalé Tiémoko, député élu
- Nanan Assemian Koutou Georges, intronisé[Quoi ?], chef traditionnel, garant des traditions du Moronou à Tiassalé.
- Nanan Tano Kabran Noël, chef traditionnel
- Jean-Baptiste Yao, musicien et compositeur ivoirien y est né
- Akissi Kouamé, générale médecin militaire ivoirienne.